# Lac Provancher
Lac Provancher är en sjö i Kanada.   Den ligger i regionen Abitibi-Témiscamingue och provinsen Québec, i den sydöstra delen av landet, 400 km nordväst om huvudstaden Ottawa. Lac Provancher ligger 266 meter över havet. Arean är 4,3 kvadratkilometer. Den sträcker sig 6,8 kilometer i nord-sydlig riktning, och 1,7 kilometer i öst-västlig riktning.
I omgivningarna runt Lac Provancher växer i huvudsak blandskog. Trakten runt Lac Provancher är nära nog obefolkad, med mindre än två invånare per kvadratkilometer.